# Селькин, Михаил Васильевич
Михаил Васильевич Селькин (бел. Міхаіл Васільевіч Селькін; 30 августа 1947, Ветка — 17 апреля 2023, Гомель) — советский и белорусский математик-алгебраист, представитель Гомельской алгебраической школы, ректор Гомельского государственного университета им. Ф. Скорины (1999—2004), депутат Совета Республики Национального Собрания Белоруссии (2000—2004).

## Биография
Окончил школу № 1 в городе Ветка, Республика Беларусь. С отличием окончил Гомельский государственный университет (1969). В 1978 году защитил кандидатскую диссертацию и стал кандидатом физико-математических наук. В 1998 году защитил докторскую диссертацию на тему «Максимальные подгруппы в теории классов конечных групп». Работал старшим преподавателем, доцентом, заместителем декана, деканом математического факультета, первым проректором Гомельского государственного университета им. Ф.Скорины, ректором этого университета. Профессор. Член-корреспондент Белорусской академии образования. Заслуженный работник образования Республики Беларусь (1997).
В 2000—2004 годах депутат Совета Республики от Гомельской области. Был членом постоянной комиссии Совета Республики по законодательству и государственному строительству. Был ректором ГГУ.
Умер 17 апреля 2023 года.

## Труды
- Селькин М. В. Основные понятия дифференциальной геометрии. Гомель, 1991.
- Селькин М. В. Максимальные подгруппы в теории классов конечных групп. Минск: Беларуская навука, 1997.
- Селькин М. В. Дифференциальная геометрия. Гомель, 2007.
- Селькин М. В. О решетке 𝜏-замкнутых подформаций однопорожденной формации. Гомель, 2015.